# Laser Ghost
Laser Ghost est un jeu vidéo d'arcade de tir au pistolet optique sur le thème de l'horreur sorti par Sega en 1990. Le jeu s'inspire des films SOS Fantômes et Poltergeist 3. Le jeu met les joueurs dans le rôle de chasseurs de fantômes, Bill, Max et Carol, qui doivent sauver une petite fille kidnappée et protéger une ville d'une menace fantôme. Une version différente pour Master System est publiée le 19 décembre 1991. 

## Système de jeu
La version arcade de Laser Ghost est distribuée dans une borne d'arcade orienté horizontalement avec un écran couleur de résolution standard qui est reflété par un miroir. Le jeu peut être joué par trois joueurs simultanément. Il est contrôlé par un pistolet optique doté de deux boutons, l'un pour le tir normal et l'autre pour les armes spéciales à usage limité. En plus du pistolet, la console comporte également un réticule de visée à l'écran dans lequel un miroir projette un faisceau de lumière rouge loin du pistolet à chaque fois que le joueur tire, donnant l'illusion qu'un véritable rayon laser sort du pistolet vers la cible. Le jeu met les trois chasseurs en scène au cours de cinq niveaux où ils doivent détruire des vagues de fantômes, chacun se terminant par un combat contre un boss. La zone de dégâts de chaque joueur est localisée sur un tiers de l'écran, où se trouvent également ses statistiques. Un joueur reçoit des dégâts si son tiers d'écran est touché par un ennemi. Les attaques des fantômes épuisent la barre de vie du joueur, qui peut être remplie en tirant sur une trousse médicale que certains ennemis laissent après avoir été détruits.
Laser Ghost sur Master System est complètement différent du jeu d'arcade original. Dans ce jeu, les joueurs doivent protéger une jeune fille nommée Catherine qui est retenue prisonnière dans le manoir hanté du Manoir Blanc. En utilisant le joystick ou le pistolet optique Light Phaser, les joueurs éliminent les différents dangers que Catherine rencontre alors qu'elle tente de s'échapper avec son âme.

## Développement
La version arcade de Laser Ghost est présentée à l'Amusement Trades Exhibition International au Royaume-Uni en 1991.

### Traduction
- (en) Cet article est partiellement ou en totalité issu de l’article de Wikipédia en anglais intitulé « Laser Ghost » (voir la liste des auteurs).